# Olinuxino
OLinuXino è una single board computer open hardware in grado di eseguire il kernel Linux. OLinuXino è progettato da OLIMEX Ltd in Bulgaria con lo scopo di permettere a chiunque di costruirsi a casa la propria board. Per questo motivo le componenti necessarie sono facili da reperire e da saldare, dato che vengono usati package TQFP. Tutti i file del progetto sono disponibili su GitHub, compresi i file CAD, in modo che chiunque possa studiare, modificare e adattare alle proprie esigenze.

## Modelli
Esistono più modelli di OLinuXino che si basano su system-on-a-chip differenti.

### Processore Allwinner A10S

#### A10S-OLinuXino-MICRO
Disponibile anche il modello con 4 GB di memoria flash NAND.

### Processore Allwinner A20

#### A20-OLinuXino-MICRO
Disponibile anche il modello con 4 GB di memoria flash NAND.

#### A20-OLinuXino-LIME
Disponibile anche il modello con 4 GB di memoria flash NAND.

#### A20-OLinuXino-LIME2
Disponibili anche i modelli con 4 GB di memoria flash NAND oppure con 4 GB di memoria eMMC.

### Processore Allwinner A64

#### A64-OLinuXino-1G0G
quad-core ARM Cortex A53 a 64 bit. Utilizza RAM DDR3L a 672 MHz. Supporta schede SD fino a 32 GB, Gigabit Ethernet, HDMI, jack audio input e output, 
- Primo modello con processore Allwinner A64 - 1,2 GHz Quad-Core ARM Cortex-A53 a 64-bit.
- 1GB di memoria RAM DDR3L a 672 MHz
- Schede MicroSD fino a 32 GB.
- Porta seriale di debug UART.
- Gigabit Ethernet
- HDMI
- Uscita segnale per schermo LCD su interfaccia a 40 pin
- 2 Ingressi per connettori jack da 3,5 mm del microfono e cuffie.
- Alimentazione tramite alimentatore esterno da 5V.
- Batteria Li-Po da 3,7 V
- USB-OTG su microUSB; USB host su connettore USB di tipo A
- Spia led per l'alimentazione, stato della ricarica della batteria e un led programmabile dall'utente
- Espansione per batteria dell'RTC
- Pulsanti UBOOT, RESET e POWER
- 4 fori per il montaggio
- Dimensioni del PCB: (90,0 x 62,5) mm ~ (3,5 x 2,5) pollici

#### A64-OLinuXino-1G4GW
Stesse caratteristiche di A64-OLinuXino-1G0G, ma con 4 GB di memoria flash eMMC, Wi-Fi e Bluetooth.

#### A64-OLinuXino-2G16G-IND
Stesse caratteristiche di A64-OLinuXino-1G0G, ma con 2 GB di RAM, 16 GB di flash eMMC, con componenti di grado industriale, utilizzabili nel campo di temperatura da -40 a +85 °C.

## Supporto Software

### Kernel Linux
Le board OLinuXino generalmente non supportano il kernel Linux mainline, ovvero quello rilasciato da Linus Torvalds. Esiste tuttavia un fork di Linux chiamato linux-sunxi, che supporta alcune funzionalità come l'accelerazione hardware 3D, impiegando driver proprietari. Dalla versione 3.8 del kernel Linux mainline, i cambiamenti apportati su linux-sunxi, vengono gradualmente incorporati su Linux mainline al fine di ridurre al minimo la divergenza tra i due progetti e, eventualmente, rimuovere la necessità di un fork di Linux. Il kernel mainline 3.16 supporta tutte le board precedenti ad A20-OlinuXino-MICRO, mentre il kernel 3.20 dovrebbe supportare tutti i modelli di OlinuXino.

### Bootloader U-Boot
Il bootloader delle board OLinuXino è, tipicamente, U-Boot. Così come per Linux, esiste U-Boot mainline, e U-Boot-sunxi. La versione mainline, supporta già tutte le board OLinuXino.

### Android
OLinuXino supporta Android e viene venduto nelle versioni con memoria flash, con un'immagine di Android già installata.

### Distribuzioni GNU/Linux
OLinuXino supporta qualsiasi distribuzione di GNU/Linux, purché questa sia compilata per l'architettura ARM.

#### Debian GNU/Linux
Debian è disponibile anche su architetture ARM, ed è quindi compatibile con OLinuXino. Debian supporta solo il kernel mainline, quindi non è supportata l'accelerazione grafica 3D. OLIMEX vende anche microSD contenenti un'immagine di Debian pronta all'uso con kernel linux-sunxi e bootloader U-Boot sunxi.